# Banalsita
La banalsita es un mineral de la clase de los tectosilicatos, y dentro de esta pertenece al llamado “grupo del feldespato”. Fue descubierta en 1944 en una mina de Caernarvonshire en Gales (Reino Unido), siendo nombrada así a partir de los símbolos químicos de su composición: ba (bario) + na (sodio) + al (aluminio) + si (silicio).

## Características químicas
Es un aluminio-silicato anhidro de sodio y bario. Tiene estructura molecular de tectosilicato sin aniones adicionales no tetraédricos.
Forma una serie de solución sólida con la estronalsita (Na2SrAl4Si4O16), en la que la sustitución gradual del bario por estroncio va dando los distintos minerales de la serie.
Además de los elementos de su fórmula, suele llevar como impurezas: manganeso, magnesio, potasio y calcio.

## Formación y yacimientos
Encontrado en una veta en un yacimiento de minerales del manganeso, así como en lentes en rocas de la arcilla metamorfizadas.
Suele encontrarse asociado a otros minerales como: tefroíta, alleghanyita, jacobsita, barita o calcita.